# Guineu de Rüppell
La guineu de Rüppell (Vulpes rueppellii), és una espècie de guineu del gènere Vulpes que viu a Àfrica del Nord des del Marroc fins al Sahel africà, arribant a l'Orient Pròxim i als pujols de l'Afganistan. En estat silvestre té una esperança de vida de 6 a 7 anys però en viu molts més en captivitat. Fou anomenada en honor del col·leccionista alemany Wilhelm Peter Eduard Simon Rüppell.

## Descripció
Aquesta espècie de guineu fa 40-52 cm de llarg i pesa una mitjana d'1,7 kg. És un cànid molt menut. Té les orelles relativament grosses per ajudar a la refrigeració corporal. La cua és llarga i espessa, s'assembla al fènnec.

## Comportament
És un animal territorial i marca el territori amb les seves secrecions glandulars. Borda gairebé com un gos.
Sembla que la guineu de Rüppell ha estat empesa a viure en zones desèrtiques per la competició amb la guineu comuna. Els seus únics depredadors són l'àguila estepària i el duc.

## Alimentació
Omnívora, principalment insectívora però menja arrels i tubercles, petits mamífers rèptils, ous i aràcnids. També menja animals domèstics com les gallines i les ovelles.

## Reproducció
Té un període de gestació de 51-53 dies amb 2-3 cadells que neixen cecs. Pareixen en forats.

## Subespècies
- Vulpes rueppellii rueppelli
- Vulpes rueppellii caesia
- Vulpes rueppellii cyrenaica
- Vulpes rueppellii sabaea
- Vulpes rueppellii zarudneyi